# Lijst van spelers van KV Mechelen
Deze lijst omvat voetballers die bij KV Mechelen spelen of gespeeld hebben. De spelers zijn gerangschikt volgens alfabet.

## A
- Nacer Abdellah (1983-1987, 2003-2004)
- Abdel Abdou (1972-1974)
- Miloš Adamović (2007-2008)
- Jason Adesanya (2014-2016)
- Raul Aguas (1975-1977)
- Enock Agyei (2023)
- Philippe Albert (1988-1991)
- Denis Alibec (2011-2012)
- Clint Alliet (2011-2012)
- Kennet Andersson (1991-1993)
- Jef Andries (1943-1955)
- Bill Antonio (2022-nu)
- Joseph Amuzu (2022-2023)
- Zlatko Arambašić (1989-1992, 1993-1994, 1998-1999)
- Revaz Arveladze (1996-1997)
- Isaac Asante (2023-2025)
- Nana Asare (2005-2009)
- Dirk Junior Asare (2022-2024)
- Patrick Asselman (1994-1995)
- Nassim Azaouzi (2024-nu)

## B
- Mamadou Bagayoko (2018-2020)
- Alexandar Bajevski (2007)
- Boureima Hassane Bandé (2017-2018)
- Emmanuel Bansah Young (2005-2007)
- Joël Bartholomeeussen (1991-1995)
- Norman Bassette (2023-2024)
- Sheldon Bateau (2012-2016, 2019-2022)
- David Bates (2022-2024)
- Fatos Bećiraj (2018-2019)
- Kevin Begois (2002-2003)
- Rafik Belghali (2023-nu)
- Paul Beloy (1974-1977)
- Nassim Ben Khalifa (2016)
- Joachim Benfeld (1985-1988)
- Christian Benteke (2010-2011)
- Milan Berck Beelenkamp (2005-2006)
- Franck Berrier (2018-2019)
- Wouter Biebauw (2008-2015)
- Lucas Bijker (2018-2023)
- Mathieu Billen (1983-1985)
- Maxime Biset (2005-2015)
- Aleksandar Bjelica (2016-2017)
- George Blay (2002-2003)
- Jean-Paul Boeka-Lisasi (2001-2002)
- Piet den Boer (1982-1989)
- Adrie Bogers (1990-1992)
- Boli Bolingoli (2022-2024)
- Trova Boni (2018-2021)
- Mathieu Boots (2001-2002)
- Prosper Borremans (1952-1967)
- Gaétan Bosiers (2019-2023)
- John Bosman (1988-1990)
- Anis Boussaïdi (2008)
- Sofian Bouzian (2018-2021)
- Ilias Breugelmans (2021-2022)
- Stan Brookes (1977-1983)
- Rocky Bushiri (2020-2021)
- Yoni Buyens (2009-2011)

## C
- Jeff Callebaut (2016-2017)
- Koen Caluwé (1998-1999)
- Tom Caluwé (1996-2000)
- Daniel Camus (1999-2001, 2005-2006)
- Fabien Camus (2018)
- Karel Cannaerts (1931-1944)
- Antonio Caramazza (2002-2003)
- Bram Castro (2018-2020)
- Issame Charaï (2006-2008)
- Thomas Chatelle (1999-2000)
- Xavier Chen (2007-2013, 2016-2017)
- Zinho Chergui (2010-2012)
- Ibrahima Cissé (2014-2016)
- Glenn Claes (2013-2019)
- Lei Clijsters (1986-1992)
- Miguel Cobos Copado (2016-2019)
- Edin Cocalić (2015-2019)
- Elias Cobbaut (2016-2018, 2023-2024)
- Colin Coosemans (2015-2018)
- Henri Coppens (1935-1955)
- Mathieu Cornet (2018-2019)
- Alessandro Cordaro (2011-2015)
- Alexander Corryn (2015-2020)
- Gaëtan Coucke (2020-2024)
- Lars Coveliers (2019-2021)
- Pieter Crabeels (2005-2008)
- Ljuban Crepulja (2016-2017)
- Yohan Croizet (2016-2017)
- Theo Custers (1983-1986)
- Hugo Cuypers (2021-2022)
- Alex Czerniatynski (1993-1996)
- Jérôme Colinet (2007-2008)
- Bram Criel (2002-2003, 2006)

## D
- Alessio Da Cruz (2022-2023)
- Petter Nosa Dahl (2024-nu)
- Niklo Dailly (2020-2023)
- Dylan Dassy (2022-2023)
- Maxime De Bie (2018-2022)
- Glen De Boeck (1992-1995)
- Igor de Camargo (2018-2022)
- Albert De Cleyn (1932-1955)
- Rene De Cooman (2006-2007)
- Geert Deferm (1983-1985, 1986-1994)
- Steven Defour (2020-2021)
- Nicolas Delange (2007-2008)
- Jef Delen (1998-1999)
- Paul Demesmaeker (1986-1994)
- Alain Denil (1986-1988)
- Steven De Pauw (2002-2007)
- Steven De Petter(2012-2016)
- David De Storme (2009-2015)
- Jérémy De Vriendt (2008-2011)
- Pascal De Wilde (1987-1991)
- Seth De Witte (2010-2019)
- Ortwin De Wolf (2024-nu)
- Bert Dhont (2004-2007)
- Boubacar Diabang Dialiba (2009-2014)
- Diederik Frederikusch (2005-2007)
- Jossue Dolet (2021-2023)
- Joren Dom (2008-2009)
- Tosin Dosunmu (2002-2003)
- Mohammed Amin Doudah (2023-2024)
- Stefan Dražić (2017-2018)
- Ferdy Druijf (2021-2022)
- Antun Dunković (2007-2011)

## E
- René Eijkelkamp (1990-1992)
- Marc Emmers (1987-1992)
- Thomas Enevoldsen (2012-2015)
- Gustav Engvall (2018-23 februari 2023)
- Dénes Eszenyi (1992-1995)

## F
- Željko Filipović (2016-2018)
- Daam Foulon (2023-nu)
- Hayden Foxe (2000-2001)
- Nereo Fauzia (2004-2006)

## G
- Martijn van Galen (2001-2003)
- Silvère Ganvoula (2017)
- Munashe Garananga (2023-2024)
- Roger Geets (1954-1957)
- Kevin Geudens (2006-2012)
- Antonio Ghomsi (2009-2015)
- Jean-François Gillet (2015)
- Cor Gillis (2008-2009)
- Kristof Goessens (2006-2008)
- Ruben Gomez (2008)
- Patrick Goots (2004-2006)
- Wouter Goris (2007-2008)
- Julien Gorius (2008-2012)
- Samuel Gouet (2021-2023)
- David Grondin (2008-2009)
- Luis Guadalupe (2000-2002)

## H
- Geoffry Hairemans (2019-nu)
- Sofiane Hanni (2014-2016)
- Fredrik Hammar (2025-nu)
- Ralph Hasenhüttl (1996-1997)
- Robin Henkens (2011-2013)
- August Hellemans (1925-1938)
- Jorge Hernandez (2022-2023)
- Wim Hofkens (1986-1990)
- Jules Houttequiet (2021-2023)
- Jérémy Huyghebaert (2011-2012)
- Corneel Huysmans (1953-1956)

## I
- Abdul-Ganiyu Iddi (2009-2011)
- Abdul-Yakuni Iddi (2007-2015)
- Sören Ihssen (2013-2014)
- Robert Immens (1977-1982)
- Kristof Imschoot (2007-2009)
- Klas Ingesson (1990-1993)
- Jonas Ivens (2006-2010)

## J
- Reda Jaadi (2016-2017)
- Mads Junker (2012-2014)
- Hugo Jacobs (1955-1970)

## K
- Christian Kabasele (2011)
- Issa Kabore (2019-2021)
- Senad Karahmet (2012-2014)
- Wilson Kamavuaka (2013-2014)
- Onur Kaya (2018-2022)
- Andy Kawaya (2017-2018)
- Kevin Kempeneer (2006-2008)
- Karel Kesselaers (1976-1988)
- Jean-Paul Kielo Lezi (2006-2010)
- Erwin Koeman (1985-1990)
- Dimitris Kolovos (2016-2019)
- Mory Konaté (2023-nu)
- Miloš Kosanović (2014-2016)
- Pan Pierre Koulibaly (2011-2012)
- Tidiam Baba Kourouma (2009-2012)
- Lukasz Kubik (2001-2002)
- Stefan Kurcinac (1979-1980)
- Garret Kusch (1998-1999)

## L
- Dimitri Lavalée (2022-2024)
- Lion Lauberbach (2023-nu)
- Jonas Laureys (2011-2013)
- Randall Leal (2015-2018)
- Ken Leemans (2001-2003)
- Frank Leen (1988-1997)
- Ilyas Lefrancq (2022-2023)
- Jonathan Legear (2014)
- Laurent Lemoine (2018-2020)
- Guy Léonard (1974-1975)
- Victor Lemberechts ('Torreke') (1939-1957)
- Jarno Lion (2021-2023)
- Tristan Loiseaux (2023-2024)

## M
- Yves Makabu-Makalambay (2011-2012)
- Yonas Malede (2022-2024)
- Lionel Nshole Makondi (2014-2016)
- José Marsà (2024-nu)
- Jan-Pieter Martens (1993-1996)
- Ronny Martens (1985-1987)
- Dennis Masina (2005-2006)
- Tim Matthys (2014-2019)
- Bart Mauroo (1992-1996)
- Pieter Mbemba (2007-2009)
- Désiré Mbonabucya (1995-1997)
- Walter Meeuws (1985-1987)
- Jeroen Mellemans (2006-2010)
- Germán Mera (2018-2019)
- Jan Mertens (2014-2015)
- Erwin Metman (1986-1988)
- Vančo Micevski (1997-1998)
- Seweryn Michalski (2013-2014)
- Cédric Mingiedi Mpembele (2015-2017)
- Mauro Minnaard (2014-2015)
- Nacho Mirás (2025-nu)
- Benjamin Mokulu (2013-2015)
- Anthony Moris (2015-2018)
- Ayar Fabrice Moro (2009-2010)
- Kerim Mrabti (2020-nu)
- Joachim Mununga (2008-2010)
- Ngal'ayel Mukau (2022-2024)
- Lamisha Musonda (2014)

## N
- Jens Naessens (2014-2016)
- Raoul Ngadrira (2008-2012)
- Julien Ngoy (2022-nu)
- Sotiris Ninis (2016-2017)
- Gabriel Noëth (1926-1939)
- Aloys Nong (2007-2010)
- Patrice Noukeu (2008)

## O
- Ivan Obradović (2014-2015)
- Eli Ohana (1987-1990)
- Sérgio Oliveira (2011)
- Lucien Olieslagers (1969-1971)
- Stevy Okitokandjo (2014-2016)
- Christian Osaguona (2016-2017)
- Abou Ben Ouattara (2018-2019)
- Aziz Ouattara Mohammed (2024-nu)

## P
- Tomislav Pačovski (2012-2015)
- Rune Paeshuyse (2021-2022)
- Boris Pandža (2010-2013)
- Laurens Paulussen (2010-2012, 2014-2018)
- Nicklas Pedersen (2012-2013, 2017-2018)
- Theofiel Peeters (1961-1964)
- Jordy Peffer (2017-2019)
- Koen Persoons (2007-2010)
- Thibault Peyre (2019-2023)
- Geoffrey Peytier (1997-2002, 2004-2005)
- Tom Pietermaat (2011-2013)
- Patrick Pflücke (2023-nu)
- Michel Preud'homme (1986-1994)
- Viktor Prodell (2013-2015)

## R
- Toon Raemaekers (2022-nu)
- Benito Raman (2024-nu)
- Willy Reisinger (1984-1986)
- Olivier Renard (2008-2013)
- Faycal Rherras (2017-2018)
- Steven Ribus (1994-2002, 2005-2006)
- Mats Rits (2013-2018)
- Milan Robberechts (2021-2023)
- Henk van Rooij (1980-1982)
- Giuseppe Rossini (2008-2010)
- Noé Rottiers (2020-nu)
- Jaime Alfonso Ruiz (2011-2013)
- Graeme Rutjes (1985-1990)

## S
- Abdallah Khaled Deeb Salim (2009-2010)
- Koen Sanders (1984-1995)
- Mourad Satli (2015-2016)
- Milan Savić (2018-2020)
- Ebrahima Sawaneh (2011)
- Rob Schoofs (2017-nu)
- Nils Schouterden (2016-2017)
- William Selleslagh (1971-1980)
- Osman Semih Serbest (2002-2006)
- Francis Severeyns (1989-1992)
- Marian Shved (2020-2023)
- Dino Škvorc (2012)
- Islam Slimani (2023-2024)
- Rudi Smidts (2000-2002)
- Frederic Soelle Soelle (2022-2024)
- Tom Soetaers (2010-2011)
- Vinícius Souza (2021-2022)
- José del Solar (2000-2001)
- Nikola Storm (2018-nu)
- Iebe Swers (2021-nu)
- Arjan Swinkels (2018-2020)
- Anthony Swolfs (2015-2017)
- Hannes Smolders (2015-2019)
- Kurt Stoops (2003-2005)
- Yacouba Sylla (2018-2019)

## T
- Clément Tainmont (2018-2020)
- John Talbut (1971-1976)
- Mark Talbut (1979-1985)
- Paul Theunis (1987-1988)
- Yannick Thoelen (2008-2012, 2019-2025)
- William Togui (2018-2023)
- Ivan Tomečak (2017-2018)
- Ahmed Touba (2024-nu)
- Aleksandar Trajkovski (2013-2014)
- Franscois Tuyaerts (1955-1967)

## U
- Flórián Urbán (1993-1995)

## V
- Arno Valkenaers (2018-nu)
- Joos Valgaeren (1994-1997)
- Wesley Vanbelle (2005-2008)
- Keano Vanrafelghem (2025-nu)
- Ben Van Briel (2003-2006)
- Jules Van Cleemput (2015-2020, 2024-2025)
- Jerry Vandam (2013-2015)
- Joachim Van Damme (2012-2016, 2018-2022)
- Kamiel Van Damme (1961-1974)
- Kevin Vandenbergh (2011-2012)
- Bas Van den Eynden (2020-nu)
- Flor Van den Eynden (2021-2022)
- Romeo Van Dessel (2008-2012)
- Joris Van De Walle (1965-1969/1970)
- Rick van Drongelen (2022)
- Arno Van Keilegom (2019-2021)
- Kenneth Van Goethem (2007-2010)
- Kurt Vangompel (1992-1994)
- Zinho Vanheusden (2024-nu)
- Jannes Van Hecke (2021-2024)
- Fi Van Hoof (1963-1971)
- Alec Van Hoorenbeeck (2019-2024)
- Jordi Vanlerberghe (2012-2017, 2019-nu)
- Anthony Van Loo (2010-2015)
- Wannes van Tricht (2011-2015)
- Vincent Van Trier (2005-2006)
- Dante Vanzeir (2019-2020)
- Bart Van Zundert (2005-2007)
- Nicolas Verdier (2015-2017, 2018)
- Tom Verelst (2004-2006)
- Jan Verlinden (2003-2006)
- Sven Vermant (1991-1993)
- Michael Verrips (2018-2019)
- Bruno Versavel (1988-1991)
- Patrick Versavel (1989-1993)
- Dalibor Veselinović (2014-2017)
- Birger Verstraete (2022-2023)
- Bjarni Viðarsson (2010-2012)
- Eric Viscaal ((2001-2002)
- Uroš Vitas (2016-2018)
- Bjorn Vleminckx (2006-2009)
- Siemen Voet (2020-2021)
- Vladimir Volkov (2015-2016)
- Wouter Vrancken (2008-2010)
- Aster Vranckx (2019-2021)
- Stijn Vreven (1993-1997)

## W
- Sandy Walsh (2020-2025)
- Stephen Welsh (2025-nu)
- Olivier Werner (2006-2007)
- Victor Wernersson (2020-2023)
- Ivan Willockx (1993-2003)
- Jonathan Wilmet (2010-2012)
- Marc Wilmots (1988-1991)
- József Wölbling (1963-1964)
- Rafał Wolski (2015-2016)
- Dries Wouters (2022-2023)
- Marcel Weemaes (1948-1956)

## Y
- Élie Youan (2022)

## Z
- Alassane Zeba (2022-nu)
- Liroy Zhairi (2011-2013)

RSC Anderlecht ·
Antwerp FC ·
Beerschot AC ·
Beerschot VA ·
KSK Beveren ·
Rupel Boom ·
Cercle Brugge · 
Club Brugge ·
KRC Genk ·
KAA Gent · 
KV Kortrijk ·
OH Leuven ·
Lierse SK ·
RFC de Liège ·
KSC Lokeren ·
Lommel SK ·
KV Mechelen ·
Royal Excel Moeskroen ·
RAEC Mons ·
KV Oostende ·
RFC Seraing ·
STVV ·
Sporting Charleroi ·
Standard Luik ·
AFC Tubize ·
Union SG ·
KVC Westerlo ·
SV Zulte Waregem